# José Bantolo
José Salmorin Bantolo (* 12. November 1960 in Guisijan, Antique, Philippinen) ist ein philippinischer Geistlicher und Bischof von Masbate.

## Leben
José Bantolo wurde am 3. August 1985 durch den Erzbischof von Manila, Jaime Lachica Kardinal Sin, zum Diakon geweiht. Am 21. April 1986 empfing er durch den Bischof von San Jose de Antique, Raul José Quimpo Martirez das Sakrament der Priesterweihe und wurde in den Klerus des Bistums San Jose de Antique inkardiniert.
Am 15. Juni 2011 ernannte ihn Papst Benedikt XVI. zum Bischof von Masbate. Der Erzbischof von Jaro, Angel Lagdameo, spendete ihm am 22. August desselben Jahres die Bischofsweihe; Mitkonsekratoren waren der Bischof von San Jose de Antique, Jose Romeo Orquejo Lazo, und der emeritierte Bischof von San Jose de Antique, Raul José Quimpo Martirez. Die Amtseinführung erfolgte am 6. September 2011.